# Петър (генерал)
Вижте пояснителната страница за други личности с името Петър.
Петър (Petros; лат. Petrus; † 602 в Константинопол?) е брат на Маврикий, който е от 582 до 602 г. император на Източната Римска империя и един от най-важните ранно-византийски владетели.
Петър е заедно с Приск и Коментиол генерал по време на Балканските походи на Маврикий.
През 594 г. Петър сменя Приск и става главен командир на войските в Мизия. Причината за това е отказът на Приск в края на 593 г. да презимува с войските си северно от Дунав и там да продължи да се бие със славяните. През 594 г. Петър побеждава славяните при Марцианопол и северно от Дунав особено при Хелибация. През 601 г. навлиза дори в страната на аварите и ги побеждава в множество битки.
През 602 г. брат му отново заповядва да се презимува северно от Дунав и Петър се подчинява.
Последствията са бунт, водещ до смъкването на Маврикий.
Петър се жени за Анастасия Ареобинда (* 570), дъщеря на Ареобинд (* 550) и има дъщеря Флавия Юлиана (* 590).